# 2013-as Le Mans-i 24 órás verseny

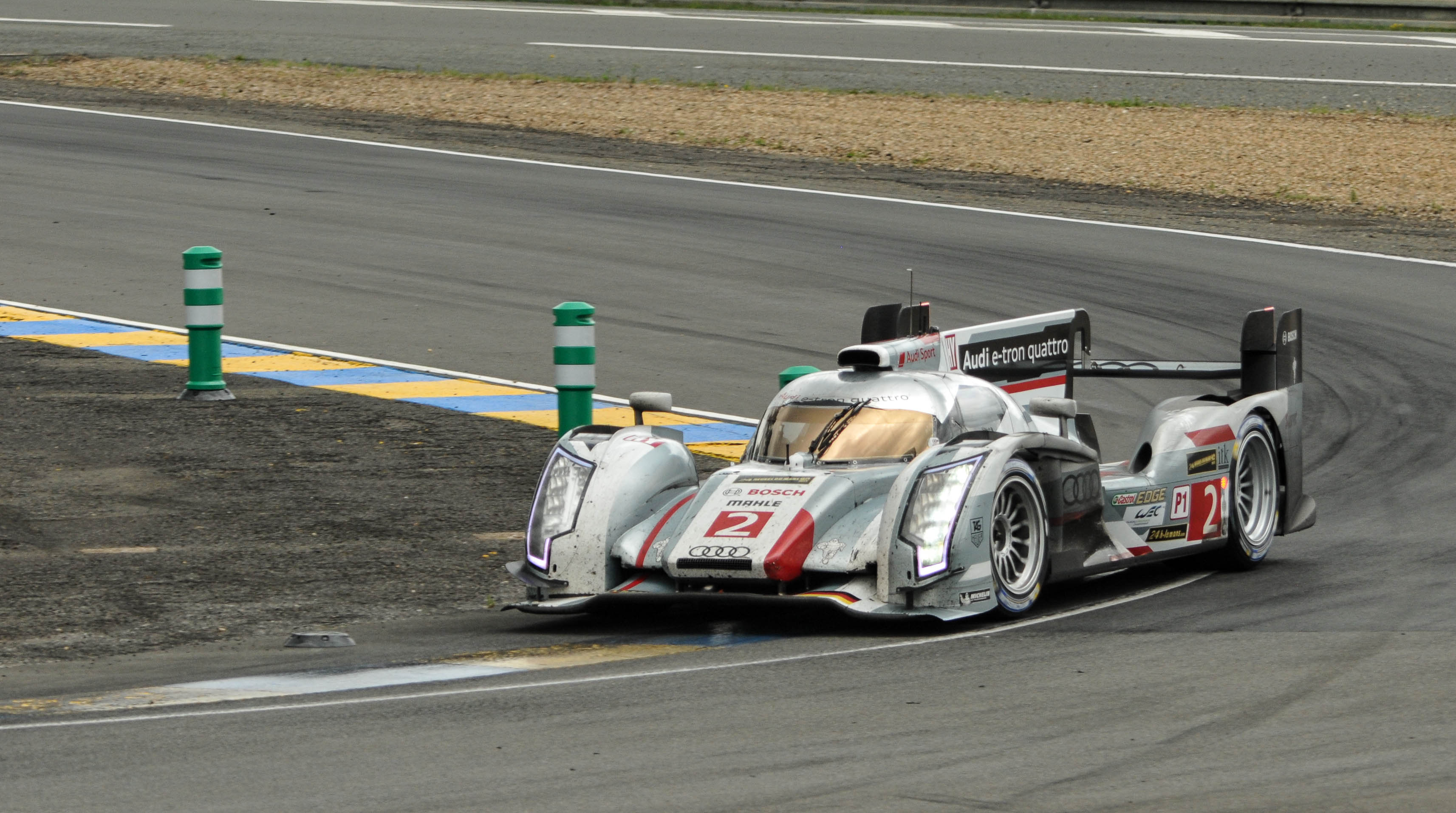
A 2-es Audi nyerte 2013-as Le Mans-i 24-órást

A 2013-as volt a Le Mans-i 24 órás autóverseny 81. kiírása. A verseny június 22-én 15 órakor rajtolt, és 23-án fejeződött be 24 órányi versenyzést követően. A 81. Le Mans-i 24 órás verseny 2013-as hosszútávú-világbajnokság harmadik fordulója volt.
A pole-pozícióból a 2-es Audi indulhatott Allan McNishsel, Tom Kristensen-nel, illetve Loïc Duval-lal. A futamot szintén a 2-es Audi nyerte meg. A második helyen a 8-as Toyota ért célba, a dobogó legalsó fokára pedig a 3-as Audi pilótái állhattak fel.
Az LMP2-es kategóriát a 35-ös OAK Racing nyerte meg Bertrand Baguette-tel, Martin Plowman-nel és Ricardo González-zel.

## Időmérő
A különböző kategóriák közötti Pole-pozíció félkövér betűkkel van jelölve.
| Helyezés | Kategória | Rajtszám | Csapat                   | 1. időmérő | 2. időmérő | 3. időmérő | Különbség | Rajthely |
| -------- | --------- | -------- | ------------------------ | ---------- | ---------- | ---------- | --------- | -------- |
| 1        | LMP1      | 2        | Audi Sport Team Joest    | 3:22.346   | Idő nélkül | 3:27.513   |           | 1        |
| 2        | LMP1      | 1        | Audi Sport Team Joest    | 3:25.474   | 3:41.951   | 3:23.696   | +1.347    | 2        |
| 3        | LMP1      | 3        | Audi Sport Team Joest    | 3:24.341   | 3:40.990   | 3:24.776   | +1.992    | 3        |
| 4        | LMP1      | 8        | Toyota Racing            | 3:30.841   | 3:42.507   | 3:26.654   | +4.305    | 4        |
| 5        | LMP1      | 7        | Toyota Racing            | 3:26.676   | 3:40.924   | 3:28.859   | +4.327    | 5        |
| 6        | LMP1      | 12       | Rebellion Racing         | 3:30.423   | 3:42.261   | 3:28.935   | +6.586    | 6        |
| 7        | LMP1      | 13       | Rebellion Racing         | 3:32.167   | 4:07.039   | 3:37.296   | +9.818    | 7        |
| 8        | LMP1      | 21       | Strakka Racing           | 3:36.547   | Idő nélkül | 3:45.173   | +14.198   | 36       |
| 9        | LMP2      | 24       | OAK Racing               | 3:40.780   | Idő nélkül | 3:38.621   | +16.272   | 8        |
| 10       | LMP2      | 26       | G-Drive Racing           | 3:39.535   | 3:53.998   | 3:45.468   | +17.186   | 9        |
| 11       | LMP2      | 38       | Jota Sport               | 3:44.835   | Idő nélkül | 3:40.459   | +18.110   | 10       |
| 12       | LMP2      | 43       | Morand Racing            | 3:40.741   | Idő nélkül | 3:43.839   | +18.392   | 11       |
| 13       | LMP2      | 25       | Delta-ADR                | 3:40.925   | 4:12.200   | 3:45.147   | +18.576   | 12       |
| 14       | LMP2      | 47       | KCMG                     | 3:45.500   | Idő nélkül | 3:41.042   | +18.693   | 13       |
| 15       | LMP2      | 48       | Murphy Prototypes        | 3:44.538   | Idő nélkül | 3:41.569   | +19.220   | 14       |
| 16       | LMP2      | 36       | Signatech Alpine         | 3:43.835   | 4:06.213   | 3:41.654   | +19.305   | 15       |
| 17       | LMP2      | 35       | OAK Racing               | 3:42.387   | Idő nélkül | 3:41.854   | +19.505   | 16       |
| 18       | LMP2      | 49       | Pecom Racing             | 3:43.420   | 4:00.127   | 3:44.637   | +21.071   | 17       |
| 19       | LMP2      | 46       | Thiriet by TDS Racing    | 3:43.494   | Idő nélkül | Idő nélkül | +21.145   | 37       |
| 20       | LMP2      | 42       | Greaves Motorsport       | 3:49.421   | 3:58.807   | 3:44.421   | +22.072   | 18       |
| 21       | LMP2      | 41       | Greaves Motorsport       | Idő nélkül | 3:56.487   | 3:44.621   | +22.272   | 19       |
| 22       | LMP2      | 34       | Race Performance         | 3:45.244   | Idő nélkül | 3:51.498   | +22.895   | 20       |
| 23       | LMP2      | 32       | Lotus                    | Idő nélkül | 4:12.327   | 3:45.274   | +22.925   | 21       |
| 24       | LMP2      | 31       | Lotus                    | 3:47.920   | Idő nélkül | 3:49.548   | +25.571   | 38       |
| 25       | LMP2      | 45       | OAK Racing               | 3:48.196   | Idő nélkül | 3:59.988   | +25.847   | 22       |
| 26       | LMP2      | 33       | Level 5 Motorsports      | 3:48.597   | 4:03.528   | 3:53.861   | +26.248   | 23       |
| 27       | LMP2      | 28       | Gulf Racing Middle East  | 3:49.096   | Idő nélkül | 4:08.116   | +26.747   | 39       |
| 28       | LMP2      | 30       | HVM Status GP            | 3:49.805   | 4:14.473   | 3:54.358   | +27.456   | 24       |
| 29       | LMGTE Pro | 99       | Aston Martin Racing      | 3:55.658   | 4:17.862   | 3:54.635   | +32.286   | 25       |
| 30       | LMGTE Pro | 97       | Aston Martin Racing      | 3:56.004   | 4:25.834   | 3:55.445   | +33.096   | 26       |
| 31       | LMGTE Pro | 92       | Porsche AG Team Manthey  | 3:56.457   | 4:29.096   | 3:55.491   | +33.142   | 27       |
| 32       | LMGTE Pro | 51       | AF Corse                 | 3:55.909   | 4:20.620   | 4:00.196   | +33.560   | 28       |
| 33       | LMGTE Pro | 98       | Aston Martin Racing      | 3:56.336   | Idő nélkül | 4:01.283   | +33.987   | 40       |
| 34       | LMGTE Pro | 71       | AF Corse                 | 3:56.471   | 4:25.740   | 3:58.078   | +34.122   | 29       |
| 35       | LMGTE Pro | 91       | Porsche AG Team Manthey  | 3:56.573   | 4:17.996   | 3:58.433   | +34.224   | 30       |
| 36       | LMP2      | 39       | DKR Engineering          | 3:56.905   | Idő nélkül | 4:03.613   | +34.556   | 41       |
| 37       | LMP2      | 40       | Boutsen Ginion Racing    | 3:57.139   | 4:11.137   | 4:10.631   | +34.790   | 42       |
| 38       | LMGTE Am  | 95       | Aston Martin Racing      | 3:58.661   | 4:19.486   | 3:57.776   | +35.427   | 31       |
| 39       | LMGTE Pro | 74       | Corvette Racing          | 3:59.860   | 4:21.574   | 3:58.644   | +36.295   | 32       |
| 40       | LMGTE Am  | 88       | Proton Competition       | 3:59.246   | Idő nélkül | 3:58.889   | +36.540   | 43       |
| 41       | LMGTE Pro | 73       | Corvette Racing          | 3:59.526   | 4:11.034   | 4:02.189   | +37.177   | 33       |
| 42       | LMGTE Am  | 96       | Aston Martin Racing      | 4:01.035   | 4:18.829   | 3:59.805   | +37.456   | 44       |
| 43       | LMGTE Am  | 61       | AF Corse                 | 4:02.815   | 4:24.897   | 3:59.997   | +37.648   | 45       |
| 44       | LMGTE Am  | 67       | IMSA Performance Matmut  | 4:00.503   | Idő nélkül | 4:50.043   | +38.154   | 46       |
| 45       | LMGTE Am  | 75       | Prospeed Competition     | 4:11.719   | Idő nélkül | 4:00.682   | +38.333   | 47       |
| 46       | LMGTE Pro | 53       | SRT Motorsports          | 4:03.127   | Idő nélkül | 4:00.802   | +38.453   | 34       |
| 47       | LMGTE Am  | 77       | Dempsey Del Piero-Proton | 4:03.378   | Idő nélkül | 4:00.916   | +38.567   | 48       |
| 48       | LMGTE Am  | 76       | IMSA Performance Matmut  | 4:01.713   | Idő nélkül | 4:15.101   | +39.364   | 49       |
| 49       | LMGTE Am  | 81       | 8 Star Motorsports       | 4:07.625   | 4:24.002   | 4:01.934   | +39.585   | 50       |
| 50       | LMGTE Pro | 93       | SRT Motorsports          | 4:03.461   | Idő nélkül | 4:04.477   | +41.112   | 35       |
| 51       | LMGTE Am  | 55       | AF Corse                 | 4:03.966   | 4:22.194   | 4:05.924   | +41.617   | 51       |
| 52       | LMGTE Am  | 70       | Larbre Compétition       | 4:04.512   | 4:38.739   | 4:29.068   | +42.163   | 52       |
| 53       | LMGTE Am  | 50       | Larbre Compétition       | 4:04.873   | 4:31.216   | 4:09.723   | +42.524   | 53       |
| 54       | LMGTE Pro | 66       | JMW Motorsport           | Idő nélkül | Idő nélkül | 4:05.417   | +43.068   | 54       |
| 55       | LMGTE Am  | 54       | AF Corse                 | 4:09.064   | Idő nélkül | 4:41.506   | +46.715   | 55       |
| 56       | LMGTE Am  | 57       | Krohn Racing             | Idő nélkül | Idő nélkül | 4:16.233   | +53.884   | 56       |
| Helyezés | Kategória | Rajtszám | Csapat                   | 1. Időmérő | 2. Időmérő | 3. Időmérő | Különbség | Rajthely |

## Végeredmény
| Helyezés | Kategória | No | Csapat                   | Versenyzők                                             | Autó                                    | Gumi | Körök |
| Helyezés | Kategória | No | Csapat                   | Versenyzők                                             | Motor                                   | Gumi | Körök |
| -------- | --------- | -- | ------------------------ | ------------------------------------------------------ | --------------------------------------- | ---- | ----- |
| 1        | LMP1      | 2  | Audi Sport Team Joest    | Allan McNish Tom Kristensen Loïc Duval                 | Audi R18 e-tron quattro                 | M    | 348   |
| 1        | LMP1      | 2  | Audi Sport Team Joest    | Allan McNish Tom Kristensen Loïc Duval                 | Audi TDI 3.7 L Turbo V6 (Hybrid Diesel) | M    | 348   |
| 2        | LMP1      | 8  | Toyota Racing            | Anthony Davidson Stéphane Sarrazin Sébastien Buemi     | Toyota TS030 Hybrid                     | M    | 347   |
| 2        | LMP1      | 8  | Toyota Racing            | Anthony Davidson Stéphane Sarrazin Sébastien Buemi     | Toyota 3.4 L V8 (Hybrid)                | M    | 347   |
| 3        | LMP1      | 3  | Audi Sport Team Joest    | Marc Gené Oliver Jarvis Lucas di Grassi                | Audi R18 e-tron quattro                 | M    | 347   |
| 3        | LMP1      | 3  | Audi Sport Team Joest    | Marc Gené Oliver Jarvis Lucas di Grassi                | Audi TDI 3.7 L Turbo V6 (Hybrid Diesel) | M    | 347   |
| 4        | LMP1      | 7  | Toyota Racing            | Alexander Wurz Nicolas Lapierre Nakadzsima Kazuki      | Toyota TS030 Hybrid                     | M    | 341   |
| 4        | LMP1      | 7  | Toyota Racing            | Alexander Wurz Nicolas Lapierre Nakadzsima Kazuki      | Toyota 3.4 L V8 (Hybrid)                | M    | 341   |
| 5        | LMP1      | 1  | Audi Sport Team Joest    | André Lotterer Marcel Fässler Benoît Tréluyer          | Audi R18 e-tron quattro                 | M    | 338   |
| 5        | LMP1      | 1  | Audi Sport Team Joest    | André Lotterer Marcel Fässler Benoît Tréluyer          | Audi TDI 3.7 L Turbo V6 (Hybrid Diesel) | M    | 338   |
| 6        | LMP1      | 21 | Strakka Racing           | Nick Leventis Jonny Kane Danny Watts                   | HPD ARX-03c                             | M    | 332   |
| 6        | LMP1      | 21 | Strakka Racing           | Nick Leventis Jonny Kane Danny Watts                   | Honda LM-V8 3.4 L V8                    | M    | 332   |
| 7        | LMP2      | 35 | OAK Racing               | Bertrand Baguette Martin Plowman Ricardo González      | Morgan LMP2                             | D    | 329   |
| 7        | LMP2      | 35 | OAK Racing               | Bertrand Baguette Martin Plowman Ricardo González      | Nissan VK45DE 4.5 L V8                  | D    | 329   |
| 8        | LMP2      | 24 | OAK Racing               | Olivier Pla Alex Brundle David Heinemeier Hansson      | Morgan LMP2                             | D    | 328   |
| 8        | LMP2      | 24 | OAK Racing               | Olivier Pla Alex Brundle David Heinemeier Hansson      | Nissan VK45DE 4.5 L V8                  | D    | 328   |
| 9        | LMP2      | 42 | Greaves Motorsport       | Michael Krumm Jann Mardenborough Lucas Ordóñez         | Zytek Z11SN                             | D    | 327   |
| 9        | LMP2      | 42 | Greaves Motorsport       | Michael Krumm Jann Mardenborough Lucas Ordóñez         | Nissan VK45DE 4.5 L V8                  | D    | 327   |
| 10       | LMP2      | 49 | Pecom Racing             | Luís Pérez Companc Pierre Kaffer Nicolas Minassian     | Oreca 03                                | M    | 325   |
| 10       | LMP2      | 49 | Pecom Racing             | Luís Pérez Companc Pierre Kaffer Nicolas Minassian     | Nissan VK45DE 4.5 L V8                  | M    | 325   |
| 11       | LMP2      | 43 | Morand Racing            | Natacha Gachnang Franck Mailleux Olivier Lombard       | Morgan LMP2                             | D    | 320   |
| 11       | LMP2      | 43 | Morand Racing            | Natacha Gachnang Franck Mailleux Olivier Lombard       | Judd HK 3.6 L V8                        | D    | 320   |
| 12       | LMP2      | 48 | Murphy Prototypes        | Brendon Hartley Karun Chandhok Mark Patterson          | Oreca 03                                | D    | 319   |
| 12       | LMP2      | 48 | Murphy Prototypes        | Brendon Hartley Karun Chandhok Mark Patterson          | Nissan VK45DE 4.5 L V8                  | D    | 319   |
| 13       | LMP2      | 38 | Jota Sport               | Simon Dolan Oliver Turvey Lucas Luhr                   | Zytek Z11SN                             | D    | 319   |
| 13       | LMP2      | 38 | Jota Sport               | Simon Dolan Oliver Turvey Lucas Luhr                   | Nissan VK45DE 4.5 L V8                  | D    | 319   |
| 14       | LMP2      | 36 | Signatech-Alpine         | Pierre Ragues Nelson Panciatici Tristan Gommendy       | Alpine A450                             | M    | 317   |
| 14       | LMP2      | 36 | Signatech-Alpine         | Pierre Ragues Nelson Panciatici Tristan Gommendy       | Nissan VK45DE 4.5 L V8                  | M    | 317   |
| 15       | LMGTE Pro | 92 | Porsche AG Team Manthey  | Marc Lieb Richard Lietz Romain Dumas                   | Porsche 911 RSR                         | M    | 315   |
| 15       | LMGTE Pro | 92 | Porsche AG Team Manthey  | Marc Lieb Richard Lietz Romain Dumas                   | Porsche 4.0 L Flat-6                    | M    | 315   |
| 16       | LMGTE Pro | 91 | Porsche AG Team Manthey  | Jörg Bergmeister Timo Bernhard Patrick Pilet           | Porsche 911 RSR                         | M    | 315   |
| 16       | LMGTE Pro | 91 | Porsche AG Team Manthey  | Jörg Bergmeister Timo Bernhard Patrick Pilet           | Porsche 4.0 L Flat-6                    | M    | 315   |
| 17       | LMGTE Pro | 97 | Aston Martin Racing      | Darren Turner Peter Dumbreck Stefan Mücke              | Aston Martin Vantage GTE                | M    | 314   |
| 17       | LMGTE Pro | 97 | Aston Martin Racing      | Darren Turner Peter Dumbreck Stefan Mücke              | Aston Martin 4.5 L V8                   | M    | 314   |
| 18       | LMP2      | 34 | Race Performance         | Michel Frey Patric Niederhauser Jeroen Bleekemolen     | Oreca 03                                | D    | 314   |
| 18       | LMP2      | 34 | Race Performance         | Michel Frey Patric Niederhauser Jeroen Bleekemolen     | Judd HK 3.6 L V8                        | D    | 314   |
| 19       | LMGTE Pro | 73 | Corvette Racing          | Antonio García Jan Magnussen Jordan Taylor             | Chevrolet Corvette C6.R                 | M    | 312   |
| 19       | LMGTE Pro | 73 | Corvette Racing          | Antonio García Jan Magnussen Jordan Taylor             | Chevrolet 5.5 L V8                      | M    | 312   |
| 20       | LMGTE Pro | 71 | AF Corse                 | Olivier Beretta Kobajasi Kamui Toni Vilander           | Ferrari 458 Italia GT2                  | M    | 312   |
| 20       | LMGTE Pro | 71 | AF Corse                 | Olivier Beretta Kobajasi Kamui Toni Vilander           | Ferrari 4.5 L V8                        | M    | 312   |
| 21       | LMGTE Pro | 51 | AF Corse                 | Gianmaria Bruni Giancarlo Fisichella Matteo Malucelli  | Ferrari 458 Italia GT2                  | M    | 311   |
| 21       | LMGTE Pro | 51 | AF Corse                 | Gianmaria Bruni Giancarlo Fisichella Matteo Malucelli  | Ferrari 4.5 L V8                        | M    | 311   |
| 22       | LMGTE Pro | 74 | Corvette Racing          | Oliver Gavin Richard Westbrook Tommy Milner            | Chevrolet Corvette C6.R                 | M    | 309   |
| 22       | LMGTE Pro | 74 | Corvette Racing          | Oliver Gavin Richard Westbrook Tommy Milner            | Chevrolet 5.5 L V8                      | M    | 309   |
| 23       | LMP2      | 41 | Greaves Motorsport       | Alexander Rossi Eric Lux Tom Kimber-Smith              | Zytek Z11SN                             | D    | 307   |
| 23       | LMP2      | 41 | Greaves Motorsport       | Alexander Rossi Eric Lux Tom Kimber-Smith              | Nissan VK45DE 4.5 L V8                  | D    | 307   |
| 24       | LMGTE Pro | 53 | SRT Motorsports          | Marc Goossens Dominik Farnbacher Ryan Dalziel          | SRT Viper GTS-R                         | M    | 306   |
| 24       | LMGTE Pro | 53 | SRT Motorsports          | Marc Goossens Dominik Farnbacher Ryan Dalziel          | SRT 8.0 L V10                           | M    | 306   |
| 25       | LMGTE Am  | 76 | IMSA Performance Matmut  | Raymond Narac Christophe Bourret Jean-Karl Vernay      | Porsche 911 GT3 RSR                     | M    | 306   |
| 25       | LMGTE Am  | 76 | IMSA Performance Matmut  | Raymond Narac Christophe Bourret Jean-Karl Vernay      | Porsche 4.0 L Flat-6                    | M    | 306   |
| 26       | LMGTE Am  | 55 | AF Corse                 | Piergiuseppe Perazzini Lorenzo Casè Darryl O'Young     | Ferrari 458 Italia GT2                  | M    | 305   |
| 26       | LMGTE Am  | 55 | AF Corse                 | Piergiuseppe Perazzini Lorenzo Casè Darryl O'Young     | Ferrari 4.5 L V8                        | M    | 305   |
| 27       | LMGTE Am  | 61 | AF Corse                 | Jack Gerber Matt Griffin Marco Cioci                   | Ferrari 458 Italia GT2                  | M    | 305   |
| 27       | LMGTE Am  | 61 | AF Corse                 | Jack Gerber Matt Griffin Marco Cioci                   | Ferrari 4.5 L V8                        | M    | 305   |
| 28       | LMGTE Am  | 77 | Dempsey Del Piero-Proton | Patrick Dempsey Patrick Long Joe Foster                | Porsche 911 GT3 RSR                     | M    | 305   |
| 28       | LMGTE Am  | 77 | Dempsey Del Piero-Proton | Patrick Dempsey Patrick Long Joe Foster                | Porsche 4.0 L Flat-6                    | M    | 305   |
| 29       | LMGTE Am  | 50 | Larbre Compétition       | Julien Canal Patrick Bornhauser Ricky Taylor           | Chevrolet Corvette C6.R                 | M    | 302   |
| 29       | LMGTE Am  | 50 | Larbre Compétition       | Julien Canal Patrick Bornhauser Ricky Taylor           | Chevrolet 5.5 L V8                      | M    | 302   |
| 30       | LMGTE Am  | 96 | Aston Martin Racing      | Roald Goethe Jamie Campbell-Walter Stuart Hall         | Aston Martin Vantage GTE                | M    | 301   |
| 30       | LMGTE Am  | 96 | Aston Martin Racing      | Roald Goethe Jamie Campbell-Walter Stuart Hall         | Aston Martin 4.5 L V8                   | M    | 301   |
| 31       | LMGTE Pro | 93 | SRT Motorsports          | Tommy Kendall Jonathan Bomarito Kuno Wittmer           | SRT Viper GTS-R                         | M    | 301   |
| 31       | LMGTE Pro | 93 | SRT Motorsports          | Tommy Kendall Jonathan Bomarito Kuno Wittmer           | SRT 8.0 L V10                           | M    | 301   |
| 32       | LMP2      | 40 | Boutsen Ginion Racing    | Thomas Dagoneou Matt Downs Rodin Younessi              | Oreca 03                                | D    | 300   |
| 32       | LMP2      | 40 | Boutsen Ginion Racing    | Thomas Dagoneou Matt Downs Rodin Younessi              | Nissan VK45DE 4.5 L V8                  | D    | 300   |
| 33       | LMGTE Am  | 67 | IMSA Performance Matmut  | Pascal Gibon Patrice Milesi Wolf Henzler               | Porsche 911 GT3 RSR                     | M    | 300   |
| 33       | LMGTE Am  | 67 | IMSA Performance Matmut  | Pascal Gibon Patrice Milesi Wolf Henzler               | Porsche 4.0 L Flat-6                    | M    | 300   |
| 34       | LMGTE Pro | 66 | JMW Motorsport           | Andrea Bertolini Abdulaziz al Faisal Khaled al Qubaisi | Ferrari 458 Italia GT2                  | D    | 300   |
| 34       | LMGTE Pro | 66 | JMW Motorsport           | Andrea Bertolini Abdulaziz al Faisal Khaled al Qubaisi | Ferrari 4.5 L V8                        | D    | 300   |
| 35       | LMGTE Am  | 88 | Proton Competition       | Christian Ried Gianluca Roda Paolo Ruberti             | Porsche 911 GT3 RSR                     | M    | 300   |
| 35       | LMGTE Am  | 88 | Proton Competition       | Christian Ried Gianluca Roda Paolo Ruberti             | Porsche 4.0 L Flat-6                    | M    | 300   |
| 36       | LMGTE Am  | 75 | Prospeed Competition     | Emmanuel Collard François Perrodo Sebastien Crubilé    | Porsche 911 GT3 RSR                     | M    | 298   |
| 36       | LMGTE Am  | 75 | Prospeed Competition     | Emmanuel Collard François Perrodo Sebastien Crubilé    | Porsche 4.0 L Flat-6                    | M    | 298   |
| 37       | LMGTE Am  | 81 | 8 Star Motorsports       | Enzo Potolicchio Rui Águas Jason Bright                | Ferrari 458 Italia GT2                  | M    | 294   |
| 37       | LMGTE Am  | 81 | 8 Star Motorsports       | Enzo Potolicchio Rui Águas Jason Bright                | Ferrari 4.5 L V8                        | M    | 294   |
| 38       | LMP2      | 39 | DKR Engineering          | Olivier Porta Romain Brandela Stéphane Raffin          | Lola B11/40                             | D    | 280   |
| 38       | LMP2      | 39 | DKR Engineering          | Olivier Porta Romain Brandela Stéphane Raffin          | Judd HK 3.6 L V8                        | D    | 280   |
| 39       | LMP1      | 12 | Rebellion Racing         | Nicolas Prost Neel Jani Nick Heidfeld                  | Lola B12/60                             | M    | 275   |
| 39       | LMP1      | 12 | Rebellion Racing         | Nicolas Prost Neel Jani Nick Heidfeld                  | Toyota RV8KLM 3.4 L V8                  | M    | 275   |
| 40       | LMP1      | 13 | Rebellion Racing         | Mathias Beche Andrea Belicchi Congfu Cheng             | Lola B12/60                             | M    | 275   |
| 40       | LMP1      | 13 | Rebellion Racing         | Mathias Beche Andrea Belicchi Congfu Cheng             | Toyota RV8KLM 3.4 L V8                  | M    | 275   |
| 41       | LMGTE Am  | 70 | Larbre Compétition       | Cooper MacNeil Manuel Rodrigues Philippe Dumas         | Chevrolet Corvette C6.R                 | M    | 268   |
| 41       | LMGTE Am  | 70 | Larbre Compétition       | Cooper MacNeil Manuel Rodrigues Philippe Dumas         | Chevrolet 5.5 L V8                      | M    | 268   |
| NC       | LMP2      | 33 | Level 5 Motorsports      | Scott Tucker Marino Franchitti Ryan Briscoe            | HPD ARX-03b                             | M    | 242   |
| NC       | LMP2      | 33 | Level 5 Motorsports      | Scott Tucker Marino Franchitti Ryan Briscoe            | Honda HR28TT 2.8 L Turbo V6             | M    | 242   |
| DNF      | LMP2      | 46 | Thiriet by TDS Racing    | Pierre Thiriet Ludovic Badey Maxime Martin             | Oreca 03                                | D    | 310   |
| DNF      | LMP2      | 46 | Thiriet by TDS Racing    | Pierre Thiriet Ludovic Badey Maxime Martin             | Nissan VK45DE 4.5 L V8                  | D    | 310   |
| DNF      | LMGTE Pro | 99 | Aston Martin Racing      | Bruno Senna Frédéric Makowiecki Rob Bell               | Aston Martin Vantage GTE                | M    | 248   |
| DNF      | LMGTE Pro | 99 | Aston Martin Racing      | Bruno Senna Frédéric Makowiecki Rob Bell               | Aston Martin 4.5 L V8                   | M    | 248   |
| DNF      | LMP2      | 45 | OAK Racing               | Jacques Nicolet Jean-Marc Merlin Philippe Mondolot     | Morgan LMP2                             | D    | 246   |
| DNF      | LMP2      | 45 | OAK Racing               | Jacques Nicolet Jean-Marc Merlin Philippe Mondolot     | Nissan VK45DE 4.5 L V8                  | D    | 246   |
| DNF      | LMP2      | 47 | KCMG                     | Alexandre Imperatori Matt Howson Ho-Pin Tung           | Morgan LMP2                             | M    | 241   |
| DNF      | LMP2      | 47 | KCMG                     | Alexandre Imperatori Matt Howson Ho-Pin Tung           | Nissan VK45DE 4.5 L V8                  | M    | 241   |
| DNF      | LMGTE Pro | 98 | Aston Martin Racing      | Paul Dalla Lana Bill Auberlen Pedro Lamy               | Aston Martin Vantage GTE                | M    | 221   |
| DNF      | LMGTE Pro | 98 | Aston Martin Racing      | Paul Dalla Lana Bill Auberlen Pedro Lamy               | Aston Martin 4.5 L V8                   | M    | 221   |
| DNF      | LMP2      | 32 | Lotus                    | Thomas Holzer Dominik Kraihamer Jan Charouz            | Lotus T128                              | D    | 219   |
| DNF      | LMP2      | 32 | Lotus                    | Thomas Holzer Dominik Kraihamer Jan Charouz            | Praga 3.6 L V8                          | D    | 219   |
| DNF      | LMP2      | 30 | HVM Status GP            | Johnny Mowlem Tony Burgess Jonathan Hirschi            | Lola B12/80                             | D    | 153   |
| DNF      | LMP2      | 30 | HVM Status GP            | Johnny Mowlem Tony Burgess Jonathan Hirschi            | Judd HK 3.6 L V8                        | D    | 153   |
| DNF      | LMGTE Am  | 54 | AF Corse                 | Yannick Mallégol Jean-Marc Bachelier Howard Blank      | Ferrari 458 Italia GT2                  | M    | 147   |
| DNF      | LMGTE Am  | 54 | AF Corse                 | Yannick Mallégol Jean-Marc Bachelier Howard Blank      | Ferrari 4.5 L V8                        | M    | 147   |
| DNF      | LMGTE Am  | 57 | Krohn Racing             | Tracy Krohn Niclas Jönsson Maurizio Mediani            | Ferrari 458 Italia GT2                  | M    | 111   |
| DNF      | LMGTE Am  | 57 | Krohn Racing             | Tracy Krohn Niclas Jönsson Maurizio Mediani            | Ferrari 4.5 L V8                        | M    | 111   |
| DNF      | LMP2      | 25 | Delta-ADR                | Tor Graves Archie Hamilton Nakano Sindzsi              | Oreca 03                                | D    | 101   |
| DNF      | LMP2      | 25 | Delta-ADR                | Tor Graves Archie Hamilton Nakano Sindzsi              | Nissan VK45DE 4.5 L V8                  | D    | 101   |
| DNF      | LMP2      | 28 | Gulf Racing Middle East  | Fabien Giroix Philippe Haezebrouck Keiko Ihara         | Lola B12/80                             | D    | 22    |
| DNF      | LMP2      | 28 | Gulf Racing Middle East  | Fabien Giroix Philippe Haezebrouck Keiko Ihara         | Nissan VK45DE 4.5 L V8                  | D    | 22    |
| DNF      | LMP2      | 31 | Lotus                    | Kevin Weeda James Rossiter Christophe Bouchut          | Lotus T128                              | D    | 17    |
| DNF      | LMP2      | 31 | Lotus                    | Kevin Weeda James Rossiter Christophe Bouchut          | Praga 3.6 L V8                          | D    | 17    |
| DNF      | LMGTE Am  | 95 | Aston Martin Racing      | Allan Simonsen Kristian Poulsen Christoffer Nygaard    | Aston Martin Vantage GTE                | M    | 2     |
| DNF      | LMGTE Am  | 95 | Aston Martin Racing      | Allan Simonsen Kristian Poulsen Christoffer Nygaard    | Aston Martin 4.5 L V8                   | M    | 2     |
| EX       | LMP2      | 26 | G-Drive Racing           | Roman Rusinov John Martin Mike Conway                  | Oreca 03                                | M    | –     |
| EX       | LMP2      | 26 | G-Drive Racing           | Roman Rusinov John Martin Mike Conway                  | Nissan VK45DE 4.5 L V8                  | M    | –     |